# Teuscheria elegans
Teuscheria elegans är en orkidéart som beskrevs av Leslie Andrew Garay. Teuscheria elegans ingår i släktet Teuscheria och familjen orkidéer.
Artens utbredningsområde är Colombia. Inga underarter finns listade i Catalogue of Life.